# Джумалиева, Муминат Джамал кызы
Муминат Джамал кызы Джумалиева (азерб. Muminat Camal qızı Cumalıyeva; 1926, Казма, Закатальский уезд — 1 марта 1967, там же) — советский азербайджанский табаковод, Герой Социалистического Труда (1949).

## Биография
Родилась в 1926 году в селе Казма Закатальского уезда Азербайджанской ССР (ныне Белоканский район).
С 1944 года колхозница, звеньевая колхоза «Москва» (бывший «Ударник») Белоканского района. В 1948 году получила урожай табака сорта «Трапезонд» 25,6 центнер с гектара на площади 3 гектара.
Указом Президиума Верховного Совета СССР от 1 июля 1949 года за получение в 1948 году высоких урожаев табака Джумалиевой Муминат Джамал кызы присвоено звание Героя Социалистического Труда с вручением ордена Ленина и золотой медали «Серп и Молот».
Скончалась 1 марта 1967 года в родном селе.